# Phylo novaezealandiae
Phylo novaezealandiae är en ringmaskart som beskrevs av Francis Day 1977. Phylo novaezealandiae ingår i släktet Phylo och familjen Orbiniidae.
Artens utbredningsområde är havet kring Nya Zeeland. Inga underarter finns listade i Catalogue of Life.